# Воля-Оцецька
Воля-Оцецька (пол. Wola Ociecka) — село в Польщі, у гміні Острув Ропчицько-Сендзішовського повіту Підкарпатського воєводства.
Населення — 686 осіб (2011).
У 1975-1998 роках село належало до Ряшівського воєводства.

## Демографія
Демографічна структура станом на 31 березня 2011 року:
|          | Загалом | Допрацездатний вік | Працездатний вік | Постпрацездатний вік |
| -------- | ------- | ------------------ | ---------------- | -------------------- |
| Чоловіки | 330     | 72                 | 230              | 28                   |
| Жінки    | 356     | 84                 | 198              | 74                   |
| Разом    | 686     | 156                | 428              | 102                  |